# Dysphania malayanus
Dysphania malayanus är en fjärilsart som beskrevs av Guérin-meneville 1843. Dysphania malayanus ingår i släktet Dysphania och familjen mätare. Inga underarter finns listade i Catalogue of Life.